# Fairey III
Fairey III var ett engelskt spaningsflygplan under första världskriget som tillverkades både som sjö- och landflygplan. Några få exemplar deltog även i andra världskriget. 
Prototypen N.10 konstruerades och tillverkades av Fairey Aviation på önskemål från Royal Naval Air Service som spaningsflygplan under första världskriget. Senare kom flygplanet även att utvecklas till bombflygplan. 
Flygplanet var dubbeldäckat och kunde förses med hjulställ eller pontoner. Pontonerna var enligt engelsk standard elastiskt fästade vid landningsstället och under stjärten fanns en med kroppen hopbyggd flottör. Dessutom fanns mindre stödpontoner under yttervingarna. Från en ratt i förarkabinen kunde piloten ställa om hela stabilisatorns anfallsvinkel. De flesta flygplanen försågs med en 12-cylindrig vätskekyld Napier Lion-motor, men även Rolls-Royce Eagle av olika varianter användes. Flygplanen som tillverkades för marint bruk försågs med vingar, som kunde vikas in parallellt mot flygplanskroppen, samt förstärkta flygplanskroppar för att klara katapultstarter. När flottörförsedda flygplan placerades ombord på hangarfartyg användes en specialbyggd vagn vid starten. Flygplanet tvingades sedan att landa på vatten och hissas ombord med hjälp av en lyftkran. 
Sedan prototypflygplanet hade blivit godkänt inledde Fairey Aviation tillverkningen av serievarianten IIIA. Den kom att tillverkas i 50 exemplar. Efter några mindre modifieringar tillverkades ytterligare 30 flygplan som IIIB. Några IIIB konverterades till bombflygplanet IIIC och användes av de allierade under Oktoberrevolutionen 1919.
När IIID lanserades 1920 kom den variant som kom att tillverkas i flest exemplar. Fram till 1926 tillverkades 224 IIID-flygplan. Både Royal Air Force och Fleet Air Arm köpte flygplanet i ett stort antal. Dessutom exporterades ett antal till Portugal och Australien. IIID hade en flygplanskropp tillverkad i trä som kläddes med duk, medan vingarna var tillverkade runt en träbalk och spryglar som kläddes med duk. Ett flygplan försågs på prov med vingar och flottörer tillverkade av metall.
IIIF-varianten försågs med en flygplanskropp och propeller tillverkade av metall. De sista flygplanen som tillverkades av varianten utrustades även med vingar av metall. Flygplanstypen användes av RAF i Egypten 1927. Drygt 300 IIIF-flygplan användes av Fleet Air Arm. Den blev därmed FAA mest använda flygplanstyp mellan de båda världskrigen. 
Ett enda komplett exemplar av en Fairey III finns bevarat på Museu da Marinha i Portugal, en flygplanskropp finns utställd på The British Fleet Air Arm Museum.

## Sverige
År 1924 köpte Marinens Flygväsende in en flottörförsedd Fairey IIID för att användas i jämförande prov mot en Hansa. Flygplanet leveransflögs av kapten Arvid Flory med ingenjören Arvid Falke som mekaniker och kartläsare. Den 16 och 17 juni 1924 flög man från Hamble (Southampton) via Amsterdam, Kiel och Karlskrona till Stockholm. Totala flygsträckan var 1 800 km som avverkades på 13 timmar och 42 minuter. I köpet ingick även ett hjullandställ, som emellertid aldrig kom till användning. Proven som genomfördes utföll till Hansans fördel, främst i fråga om sjövärdighet och flygegenskaper. Efter proven tjänstgjorde flygplanet som spaningsplan vid kustflottan. Under första halvåret 1925 var flygplanet baserat i Göteborg och under en rutinflygning den 17 juni detta år tvingades man nödlanda i Laholmsbukten efter motorstopp. Besättningen på två man kunde räddas men flygplanet blev svårt skadat i den relativt hårda sjö som rådde vid tillfället. Flygplanet bedömdes som inte lönt att reparera utan kasserades i november 1925. 

## Varianter
- Fairey N.10 – prototypflygplan.
- Fairey IIIA – spaningsflygplan, 50 exemplar tillverkades.
- Fairey IIIB – spaningsflygplan, 30 exemplar tillverkades.
- Fairey IIIC – bomb och spaningsflygplan, 36 exemplar tillverkades.
- Fairey IIID – spaningsflygplan, 224 exemplar tillverkades.
- Fairey IIIF –
- Queen IIIF – Radiostyrt flygplan för artilleriträning, tre exemplar tillverkades.

## Användare och variant
- Australien - IIID
- Argentina - IIIF
- Chile - IIIF
- Grekland - IIIF
- Irland - IIIF
- Holland - IIID
- Nya Zeeland - IIIF
- Portugal - IIID
- Sovjet - IIIF (ett flygplan)
- Sverige - IIID (ett flygplan)
- Storbritannien
- Royal Air Force - IIIA, IIIB, IIIC, IIIF
- Royal Navy Fleet - Air Arm - IIID, IIIF